# Bruno Stanek
Bruno Leopold Stanek (* 9. November 1943 in Rorschach) ist ein Schweizer Raumfahrtexperte und Fernsehmoderator.
Nach einem Mathematikstudium an der Eidgenössischen Technischen Hochschule, das er mit der Promotion 1971 abschloss, begann Stanek freiberuflich als Mathematiker und Schriftsteller zu arbeiten. Bekannt wurde er vor allem als wissenschaftlicher Experte für Raumfahrt, nachdem er die Fernsehübertragung der Mondlandung 1969 im Schweizer Fernsehen kommentiert hatte. Nach zahlreichen Auftritten in Live-Sendungen zu grösseren Raumfahrtereignissen erhielt er 1975 und 1976 eine eigene Sendereihe unter dem Titel Neues aus dem Weltraum.
Als 1992 bis 1999 der Schweizer Claude Nicollier viermal ins All flog, erlebte Stanek ein Comeback als populärer Raumfahrtexperte. Daneben führte er auf begleiteten Reisen Interessierte durch verschiedene Raumfahrtzentren der USA und wirkte an der Gestaltung des Raumfahrt-Pavillons im Mystery Park mit.

## Publikationen
- Der Weg ins All, Gloria, Spreitenbach 1969 DNB 999354515.
- Lösung der Randwertaufgabe der gestörten Keplerbewegung in regularisierten Variablen Zürich 1971, DNB 571257100 (Dissertation ETH Zürich 1971, 72 Seiten).
- Kursbuch für das Sonnensystem: Weltraumfahrt bis zum Jahr 2000, Hallwag, Bern 1971, ISBN 3-444-10066-3.
- Bitte Mars einfach, 1. Klasse: Tondokumente aus der Zukunft, Sprecher: Bruno Stanek [u. a.]. Musik und elektrische Effekte: Bruno Spoerri, Schallplatte (33 1/3 T/Minute, 30 cm), Pick, Zürich 1972, DNB 578165074.
- Bildatlas des Sonnensystems: ferne Welten nah gesehen, Illustriert von Luděk Pešek, Hallwag, Bern 1974, ISBN 3-444-10130-9.
- Space Shuttles – die neue Brücke ins All, Hallwag, Bern 1975.
- Neues aus dem Weltraum 1975–1976, 16-teilige TV-Serie, Schweizer Fernsehen.
- Neuland Mars, Hallwag, Bern 1976; als Hallwag-Taschenbuch 111  Hallwag, Bern 1977.
- Planetenlexikon, Hallwag, Bern 1979, 1982; als Software für Windows: 1 DVD,  Astrosoftware Stanek, Art 2006, ISBN 3-9521459-1-2.
- Space Art – Weltraumkunst, Säntis, Bearbeitung aus dem englischen, 1980.
- Raumfahrtlexikon, Hallwag, Bern 1983.
- Weltraumkommerzialisierung, Vontobelstiftung, Zürich 1985.
- Sparer leben gefährlich, Nebelspalter, Rorschach 1987; 6. Auflage, Kälin, Goldau 2007, ISBN 978-3-033-01373-5.
- Tragbare Opfer, Nebelspalter, Rorschach 1988.
- Wissenschaft und Technik, in: Werner Höfer: Weltpanorama  Faunus Verlag, Jahrbücher, 1970–1977 und 1991.
- Halbzeit: in 50 Fünfzigjährige über die Schweiz  Fenkart, 1993.
- Weltraumkalender 2005, Flugzeitschrift Cockpit, 2004.
- Weltraumkalender 2006, Flugzeitschrift Cockpit, 2005.
- Wie viel Irrtum braucht der Mensch, 2006 und 2007.
- Das weibliche Betriebssystem, Käelin, Goldau 2010, ISBN 978-3-033-02607-0.[1]